# Pierre Joseph Pelletier
Pour les articles homonymes, voir Pelletier.
Ne doit pas être confondu avec Joseph Hilaire Pelletier.
Pierre Joseph Pelletier (né le 22 avril 1788 à Paris et mort le 19 juillet 1842 à Clichy-la-Garenne) est un pharmacien et chimiste français. Il fait des recherches importantes sur les alcaloïdes d'origine végétale et découvre avec Joseph Caventou la quinine et la strychnine.

## Biographie

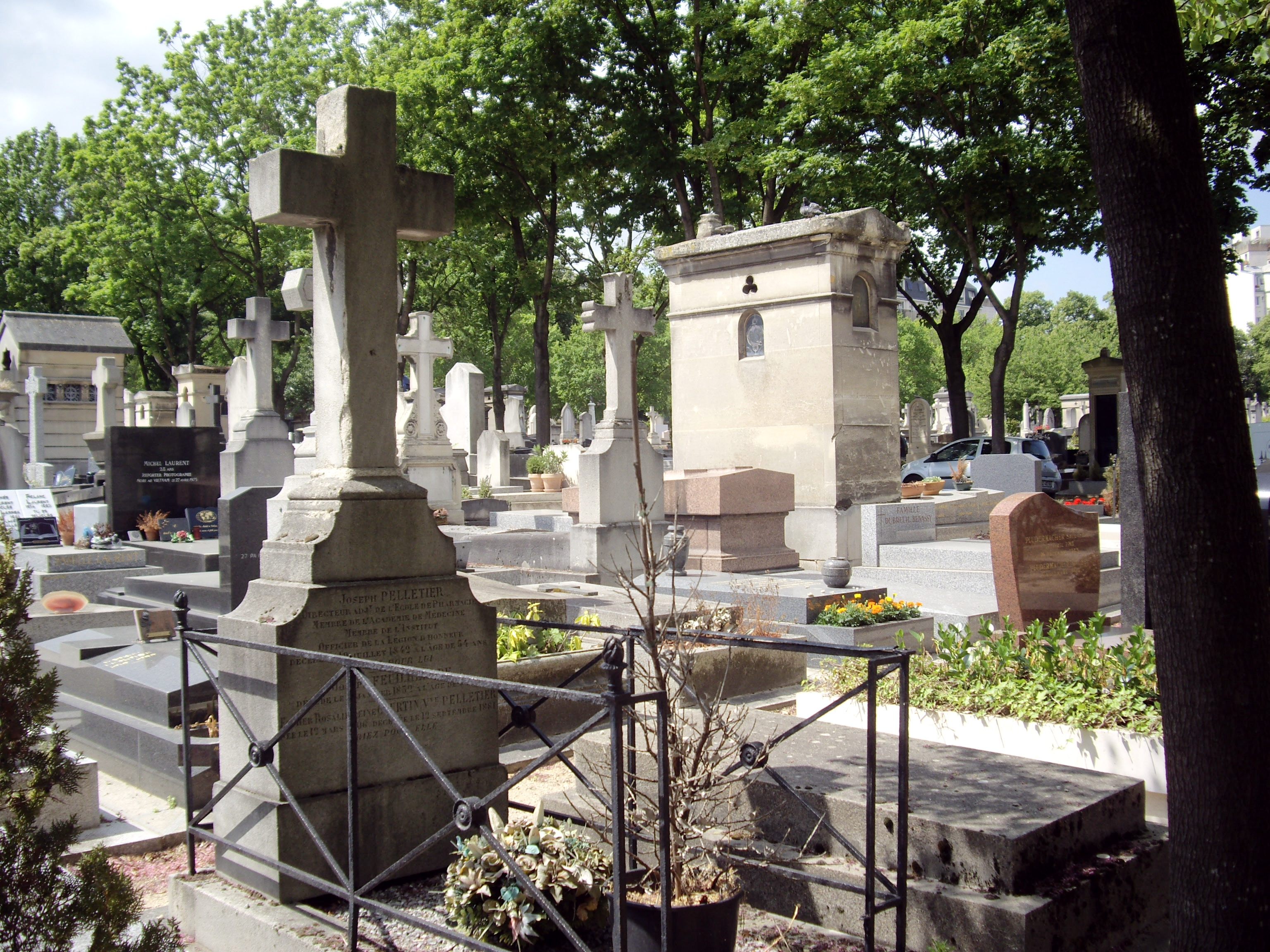
Tombe de Joseph Pelletier au Cimetière du Montparnasse.

Joseph Pelletier est le fils du pharmacien et chimiste Bertrand Pelletier (1761-1797) et le petit-fils de Bertrand Pelletier (1729-1784), Maître apothicaire à Bayonne. Brillant étudiant, il obtient en 1806, les médailles d'or des premiers prix de botanique et de sciences naturelles. Il entre à l'École Supérieure de Pharmacie, pour en sortir diplômé en 1810, à l'unanimité du jury. Il publie des analyses chimiques de gommes résines et des études sur les caractères physiques en minéralogie, qui lui vaudront le titre de Docteur en Sciences en 1812.
En 1815, il est nommé Professeur-Assistant d'histoire naturelle à l'École de Pharmacie. Le 24 octobre 1815, il épouse Geneviève Aglaé Vergez, morte en 1830. 
De 1817 à 1821, il annonce successivement l'isolement chimique de principes actifs : émétine (1817, à partir de la racine d'Ipeca), puis en collaboration avec Caventou, la strychnine (1818, noix vomique), brucine et veratrine (1819), cinchonine et quinine (1820), caféine (1821),.
Il établit une manufacture produisant du sulfate de quinine,,. Son utilité ayant été immédiatement reconnue, le produit est demandé dans toute l'Europe.
Il est membre du Conseil de Salubrité de Paris de 1821 à 1842. En 1827, il est Professeur à titre complet de l'École de Pharmacie, dont il devient le directeur-assistant en 1832. Il est élu à l'Académie de Science en 1840.
En sus de ses activités scientifiques, industrielles et académiques, il a toujours conservé l'activité de la pharmacie parisienne de la rue Jacob héritée de son père. Il décède en 1842.
Il est inhumé dans la division 10 du cimetière du Montparnasse.

## Œuvres
- Essai sur la valeur des caractères physiques employés en minéralogie , [Thèse], Colas, Paris, 1812, Texte intégral.
- Essai sur la nature des substances connues sous le nom de gommes résines, [Thèse], Colas, Paris, 1812, Texte intégral.
- Examen chimique d'une écorce désignée sous le nom de Quina bicolore. Extrait d'un mémoire lu à la section de pharmacie, par MM. Pelletier et Pétroz, et de notes remises sur le même objet par M. Vauquelin, avec H. Pétroz, imp. Fain, Paris, 1825, lire en ligne sur Gallica
- Analyse succincte des Mémoires et observations chimiques, Huzard, Paris, 1837, lire en ligne sur Gallica

## Hommages
Place Louis Marin dans le Ve arrondissement de Paris, un monument de pierre couronné d'une sculpture de Pierre-Marie Poisson a été érigé en hommage à Joseph Pelletier et à Joseph Caventou.